# 순천효천고등학교
순천효천고등학교(順天曉泉高等學校)는 대한민국 전라남도 순천시 대룡동에 있는 사립 고등학교이다.

## 학교 연혁
- 1983년 4월 22일 : 학교법인 효천학원 설립 인가, 설립자 서채원
- 1983년 11월 21일 : 학교 법인 인가 (학년당 6학급/총 18학급)
- 1984년 3월 1일 : 초대 유영위 교장 취임
- 1984년 5월 3일 : 개교식(본관동, 제1교동 준공)
- 1986년 8월 30일 : 기숙사 준공 (총 424명 수용)
- 1986년 11월 13일 : 강당 준공(772평, 1,211석)
- 1988년 1월 11일 : 제2대 서동호 이사장 취임
- 1997년 12월 16일 : 효승관(야구부 합숙소) 준공식
- 1999년 3월 2일 : 학칙변경(남녀공학 시작)
- 1999년 10월 10일 : 효천 서채원 설립자 동상 제막식
- 2002년 5월 28일 : 호연관(기숙사 도서관) 준공
- 2008년 2월 12일 : 홍의관(실내체육관) 준공
- 2009년 8월 13일 : 급식소 준공
- 2020년 1월 1일 : 민주시민 교육과 수업 혁신과 독서교육
- 2023년 3월 1일 : 제12대 조선용 교장 취임
- 2025년 1월 8일 : 제39회 졸업식(졸업생 213명) 총 졸업생 수 16,879명

## 참고 자료
- 순천효천고등학교 - 한국교육학술정보원 학교알리미